# Stilbia bongiovannii
Stilbia bongiovannii är en fjärilsart som beskrevs av Turati 1924. Stilbia bongiovannii ingår i släktet Stilbia och familjen nattflyn. Inga underarter finns listade i Catalogue of Life.